# Live in Japan
For albummet fra Beck, Bogert & Apprice se Live In Japan (Beck, Bogert & Appice)
Live in Japan er George Harrisons anden officielle livealbum udgivelse, den kom efter det Grammyvindende The Concert for Bangladesh fra 1971 og blev udgivet i 1992.  Live in Japan blev det sidste soloalbum for Harrison, der døde i 2001.
I 1991, et år efter udgivelsen af det sidste Traveling Wilburys album Traveling Wilburys Vol. 3, overtalte Eric Clapton, en af Harrisons nære venner, ham til at tage på turné sammen med ham i Japan. Med sin flove liveturne for Dark Horse i 1974 i baghovedet, gav Harrison efter og i december 1991 spillede han nogle meget populære koncerter som ikke kun indeholdt hans egne men også Claptons numre.  Oplevelsen – hans sidste turné nogensinde – viste sig at være munter for Harrison, som ikke kun spillede sine gamle Beatles klassikere, men også mange af sine solosange.  Det kunne have været katalysatoren for fremtidige turnéer, men med Harrisons forestående og omfattende indblanding i The Beatles Anthology og manglen på et nyt album at reklamere for indtil han begyndte arbejdet på Brainwashed i slutningen af 1990'erne, fik han aldrig muligheden.
Live in Japan, som blev udgivet i juli 1992, var spøgefuldt produceret af "Spike og Nelson Wilbury" (Harrisons to pseudonymer på de to Traveling Wilburys albums). Albummet kom ikke på hitlisterne i Storbritannien, nåede kun #126 i USA, men blev #15 i Japan.
I 2004 blev Live in Japan remastered og genudgivet både separat og som en del af sættet The Dark Horse Years 1976-1992 på Dark Horse med en ny distribution af EMI, og med et ekstra SACD remix sammen med originalen.

## Spor
Alle sange af George Harrison, bortset fra når bemærket.

### Disk 1
1. "I Want To Tell You" – 4:33
  - Oprindelig på The Beatles' album Revolver fra 1966
2. "Old Brown Shoe" – 3:51
  - Oprindelig B-siden på The Beatles' "The Ballad Of John And Yoko" i 1969
3. "Taxman" – 4:16
  - Oprindeligt på The Beatles' album Revolver fra 1966
4. "Give Me Love (Give Me Peace On Earth)" – 3:37
5. "If I Needed Someone" – 3:50
  - Oprindelig på The Beatles' album Rubber Soul fra 1965
6. "Something" – 5:21
  - Oprindelig på The Beatles' album Abbey Road fra 1969
7. "What Is Life" – 4:47
8. "Dark Horse" – 4:20
9. "Piggies" – 2:56
  - Oprindeligt på The Beatles' dobbeltalbum The Beatles fra 1968
10. "Got My Mind Set On You" (Rudy Clark) – 4:56

### Disk 2
1. "Cloud Nine" – 4:23
2. "Here Comes The Sun" – 3:31
  - Oprindelig på The Beatles' album Abbey Road fra 1969
3. "My Sweet Lord" – 5:42
4. "All Those Years Ago" – 4:26
5. "Cheer Down" (George Harrison/Tom Petty) – 3:53
6. "Devil's Radio" – 4:25
7. "Isn't It A Pity" – 6:33
8. "While My Guitar Gently Weeps" – 7:09
  - Oprindelig på The Beatles' dobbeltalbum The Beatles fra 1968
9. "Roll Over Beethoven" (Chuck Berry) – 4:45
  - Oprindelig på The Beatles' album With the Beatles fra 1963